# Vice-amiral d'escadre

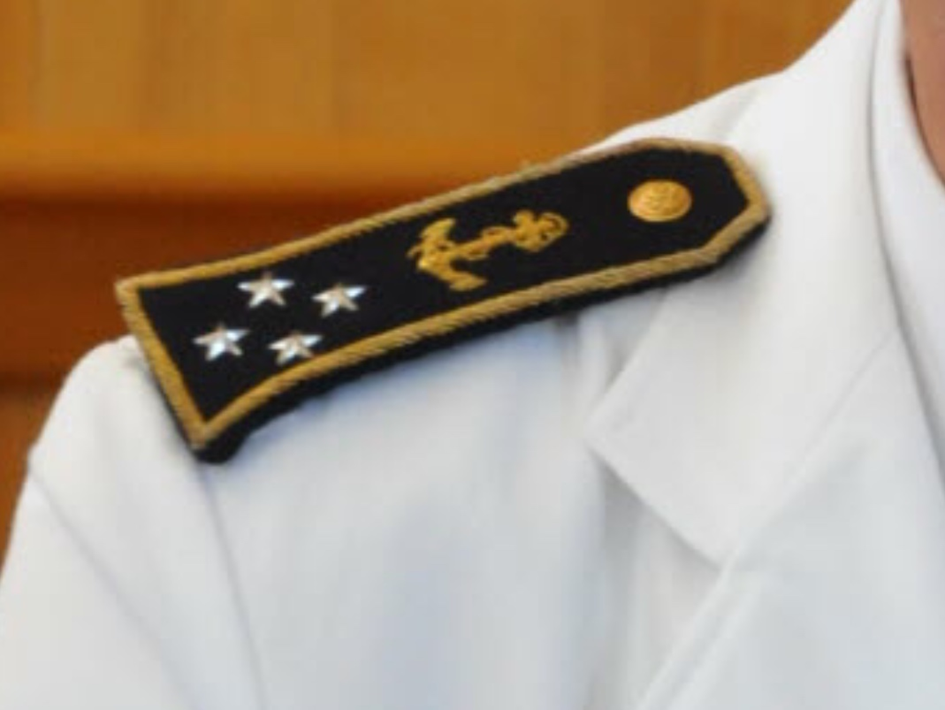

Le vice-amiral d'escadre est un officier général de la Marine française.

## Généralités
« Vice-amiral d'escadre » n'est pas un grade : un vice-amiral d'escadre a rang, appellation et prérogatives de vice-amiral d’escadre mais conserve comme grade celui de vice-amiral. Cette disposition se retrouve aussi dans les autres armées (terre, air, gendarmerie) pour les officiers généraux des deux rangs les plus élevés. C'est un décret loi du 6 juin 1939 qui officialise les désignations et rangs de « général d'armée », « général de corps d'armée », « amiral », « vice-amiral d'escadre », « général d'armée aérienne » et « général de corps aérien ».
Selon l'ordre hiérarchique ascendant, c'est le troisième niveau du corps des officiers généraux de la Marine nationale. Son code OTAN est OF-8
(Codes OTAN Marine [OF]).
Le vice-amiral d'escadre porte quatre étoiles. On s'adresse à lui en disant « amiral ».

### Exemples de poste occupé par un vice-amiral d'escadre
Les fonctions qui suivent peuvent être confiées à un vice-amiral d'escadre :
- directeur du personnel militaire de la Marine (DPMM) ;
- amiral commandant la force d'action navale (ALFAN) ;
- amiral commandant la Force océanique stratégique et les forces sous-marines (ALFOST) ;
- préfet maritime de l'Atlantique ou de la Méditerranée ou de la Manche - Mer du Nord (CECLANT, CECMED) ;
- major général de la Marine (MGM).
- Directeur des ressources humaines du ministère des armées
- sous chef des opérations à l'état major des armées.

## Équivalences

### Forces armées françaises
Dans les forces armées françaises contemporaines, vice-amiral d’escadre est équivalent au général de corps d'armée dans l'Armée de terre et la Gendarmerie nationale et au général de corps aérien dans l'Armée de l'air.

### Marines étrangères
- Marine allemande : Vizeadmiral ;
- Marine belge : vice-amiral (viceadmiraal en langue néerlandaise de Belgique) ;
- Marine brésilienne : almirante-de-esquadra[4], (code OTAN : OF-9) ou vice-almirante ;
- Marine canadienne : vice-amiral (vice-admiral en langue anglaise du Canada) ;
- Marine espagnole : Almirante ;
- Marine et Garde côtière des États-Unis (United States Navy et United States Coast Guard) : vice admiral ;
- Marine italienne : ammiraglio di squadra con incarichi speciali,(code OTAN : OF-9) ou ammiraglio di squadra ;
- Force maritime d'autodéfense japonaise : vice-amiral (海将, Kaishō?)) ;
- Marine impériale japonaise : vice-amiral (海軍中将, Kaigun-chūjō?)) ;
- Marine néerlandaise : luitenant-admiraal,(code OTAN : OF-9)[4] ou viceadmiraal ;
- Marine portugaise : vice-almirante ;
- Marine du Royaume-Uni (Royal Navy) : vice admiral.

Voir également pour les autres pays de l'OTAN : 